# Station Biały Kościół
Station Biały Kościół is een spoorwegstation in de Poolse plaats Biały Kościół.